# Isla de Ratones
Isla de Ratones est une petite île inhabitée de la côte sud de Porto Rico, faisant face à la municipalité de Ponce dont elle fait partie administrativement comme les îles de  Cardona, Caja de Muertos, Morrillito, Gatas, Isla del Frío et Isla de Jueyes.

## Géographie
Bien que nommé comme une seule île, elle est en réalité composé de deux îles séparées par quelques pieds d’eau peu profonde à marée haute, qui deviennent une seule île à marée basse. Elle n'est qu'à 1 km du littoral et cette courte distance de la côte continentale fait de celle-ci un point d'atterrissage prisé pour les événements aquatiques tels que le kayak. 

## Réserve naturelle
Bien que n'étant pas officiellement  une réserve naturelle, l'île est administrée par le Département des ressources naturelles et environnementales de Porto Rico.